# Geraint Wyn Davies
Geraint Wyn Davies (* 20. dubna 1957 Swansea) je velšský herec. Vyrůstal v Haverfordwestu, ale již v sedmi letech odjel s rodiči do Kanady. Později odešel do Londýna, kde se věnoval hraní v divadle. Hrál například v několika Shakespearových hrách. V roce 1977 dostal první filmovou roli (hrál ve filmu Deadly Harvest). Později hrál v řadě dalších filmů (například Americké psycho 2), stejně jako v mnoha seriálech.